# Heartbreak Hotel (singel C.C. Catch)
„Heartbreak Hotel” – singel niemieckiej piosenkarki C.C. Catch napisany przez Dietera Bohlena i wydany we wrześniu 1986 roku przez Hansa Records. Nagranie powstało po sukcesie debiutanckiego albumu wokalistki pt. Catch the Catch. Singel promował nadchodzący drugi longplay artystki – Welcome to the Heartbreak Hotel. Utwór okazał się największym przebojem C.C. Catch na niemieckiej liście przebojów docierając na niej do 8. miejsca

## Lista utworów

### Wydanie na 7"[1]
A. „Heartbreak Hotel” – 3:34
B. „You Shot A Hole In My Soul” – 5:16

### Wydanie na 12"[2]
A. „Heartbreak Hotel (»Room 69-Mix«)” – 4:55
B1. „You Shot A Hole In My Soul (Long Version)” – 5:16
B2. „Heartbreak Hotel (Instrumental)” – 3:35
- Nagranie „You Shot A Hole In My Soul” (7"/B; 12"/B1) pochodzi z albumu Catch the Catch, na obu wydaniach umieszczono tą samą, albumową wersję "maxi".

## Listy przebojów (1986)
| Państwo                      | Najwyższa pozycja |
| ---------------------------- | ----------------- |
| Austria (Ö3 Austria Top 40)  | 22                |
| Belgia (Ultratop Flandria)   | 23                |
| Hiszpania (AFYVE)            | 3                 |
| Niemcy (Media Control)       | 8                 |
| Szwajcaria (Singles Top 100) | 13                |

## Autorzy[8]
- Muzyka: Dieter Bohlen
- Autor tekstów: Dieter Bohlen
- Śpiew: C.C. Catch
- Producent: Dieter Bohlen
- Aranżacja: Dieter Bohlen